# Antonio Evangelista
Antonio Evangelista (Sora, Italia, 2 de octubre de 1945) es un árbitro canadiense de fútbol. Cuenta con escarapela FIFA y es considerado un importante constructor del fútbol canadiense.
Evangelista nació en Sora, Italia. Llegó a Canadá con su familia cuando tenía 13 años. Comenzó a arbitrar cuando tenía 23 años y fue durante muchos años uno de los mejores árbitros de Canadá. Fue seleccionado para el Panel de Árbitros de la FIFA en los Juegos Olímpicos de 1984 que se llevó a cabo en Los Ángeles, Estados Unidos, llegando a dirigir el juego entre Alemania Occidental y Marruecos. Más adelante en la competición fue juez de línea en una de las semifinales.
Otros juegos y competiciones notables en los que Evangelista dirigió fueron Suiza vs Italia en 1984, la final del primer Torneo Mundial FIFA Five a Side Indoor en los Países Bajos en 1989, el Campeonato Mundial Juvenil (Sub 19) de la FIFA 1985 en la URSS y el juego entre Italia y Costa de Marfil en el Campeonato Mundial Sub-16 de la FIFA en Toronto.
También manejó el partido de clasificación para el Mundial entre Honduras y El Salvador en Tegucigalpa el 30 de noviembre de 1980.
Al retirarse del arbitraje se convirtió en presidente de la Asociación de Fútbol de Toronto. En 2003 fue incluido como Constructor en el Salón de la Fama del Fútbol Canadiense.